# Cass River (Shiawassee River)
Der Cass River ist ein zirka 100 km langer Fluss im US-Bundesstaat Michigan. Er entwässert ein Areal von 2350 km². Der mittlere Abfluss am Pegel USGS 04151500 bei Frankenmuth beträgt 15,6 m³/s. Der Fluss wurde nach dem US-amerikanischen Offizier und Politiker Lewis Cass benannt.

## Verlauf
Der Cass River entsteht am Zusammenfluss von North Branch Cass River und South Branch Cass River bei Cass City. Er entwässert den zentralen Teil des Thumb („Daumen“), der Halbinsel östlich der Saginaw Bay. Der Cass River strömt in südwestlicher Richtung. Dabei passiert er die Orte Caro, Vassar, Frankenmuth und Bridgeport. Im Unterlauf, unterhalb von Frankenmuth, fließt der Cass River in westlicher Richtung und mündet am südlichen Stadtrand von Saginaw rechtsseitig in den Shiawassee River, kurz vor dessen Vereinigung mit dem Tittabawassee River zum Saginaw River.

## Natur und Umwelt
Im September 2015 wurde eine Fischpassage am Cass River bei Frankenmuth fertiggestellt, die einen alten Staudamm ersetzt. Mit Abschluss der Baumaßnahme sind nun 117 oberstrom gelegene Kilometer im Flusssystem für die Fische zugänglich geworden, wo in früheren Zeiten Laichplätze waren. In dem Touristenort Frankenmuth fährt ein Ausflugsdampfer auf dem Fluss.